# Longueil-Sainte-Marie
Longueil-Sainte-Marie è un comune francese di 1 736 abitanti situato nel dipartimento dell'Oise della regione dell'Alta Francia.

## Società

### Evoluzione demografica
Abitanti censiti